# Według prawa
Według prawa (Dura lex) (ros. По закону, Po zakonu) – radziecki czarno-biały film niemy z 1926 roku w reżyserii Lwa Kuleszowa. Film powstał na podstawie opowiadania Jacka Londona pt. Nieoczekiwane (ang. The Unexpected), adaptowanego przez Wiktora Szkłowskiego. Obraz z życia poszukiwaczy złota na Alasce. Reżyser skupił się na aspekcie psychologicznym ukazując cechy ludzkich charakterów. Chciwość i obsesja poszukiwaczy doprowadza do zbrodni.

## Obsada
- Aleksandra Chochłowa jako Edith Nelson
- Siergiej Komarow jako Hans Nelson (jej mąż)
- Władimir Fogiel jako Michael Dennin
- Porfirij Podobied jako Dutchy
- Piotr Gaładżew jako Harky